# Носоріг волохатий
Целодонт сибірський, або волохатий носоріг (Coelodonta antiquitatis) — викопний вид носорогів, що мешкав на півночі Євразії в епоху плейстоцену, представник плейстоценової мегафауни. Волохатий носоріг був вкритий довгим густим хутром, яке дозволяло йому виживати в надзвичайно холодному, суворому тундростепі. Він мав масивний горб на плечах, і харчувався переважно трав'янистими рослинами степу.
Були знайдені муміфіковані туші, що збереглися у вічній мерзлоті, та багато кісткових решток шерстистих носорогів. Зображення шерстистих носорогів зустрічаються серед наскельних малюнків Європи та Азії. Їхній ареал скоротився до Сибіру приблизно 17 000 років тому, з найновішими відомими зразками віком приблизно 14 000 років (північний схід Сибіру). Їхній найближчий родич — суматранський носоріг (Dicerorhinus sumatrensis).

## Історія відкриття

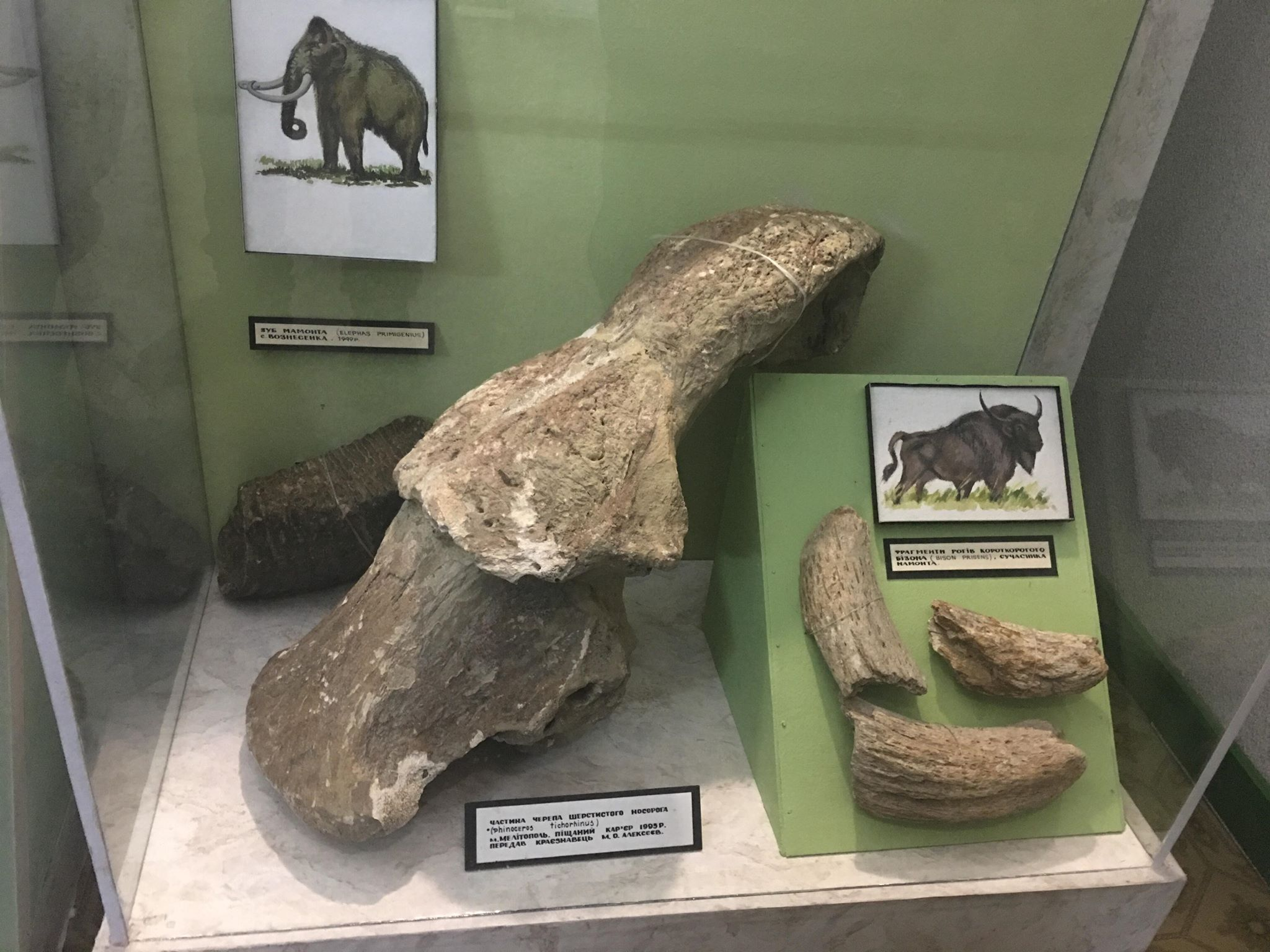
Частина черепа шерстистого носорога, Мелітопольський музей

Скам'янілості шерстистих носорогів були відомі задовго до того, як цей вид був науково описаний — на них базувались деякі міфічні істоти. Корінні народи Сибіру вважали, що їхні роги — це кігті гігантських птахів. Череп носорога був знайдений у Клагенфурті, Австрія, у 1335 році, і вважалося, що він належить дракону. У 1590 році цей череп взяли за основу для голови статуї ліндворма. Готхільф Генріх фон Шуберт (Gotthilf Heinrich von Schubert) дотримувався думки, що роги були кігтями гігантських птахів, і класифікував тварину під назвою Gryphus antiquitatis — «стародавній грифон».
Один з перших наукових описів давнього виду носорогів був опублікований у 1769 році, коли натураліст Петер-Симон Паллас написав звіт про свої експедиції до Сибіру, де він знайшов череп і два роги у вічній мерзлоті. У 1772 році Паллас придбав ще один зразок черепа і дві ноги носорога у місцевих жителів в Іркутську, і назвав вид Rhinoceros lenenesis (на честь річки Лена). 1799 року Йоганн Фрідріх Блюменбах дослідив кістки носорога з колекції Геттінгенського університету і запропонував наукову назву Rhinoceros antiquitatis.

### Назва

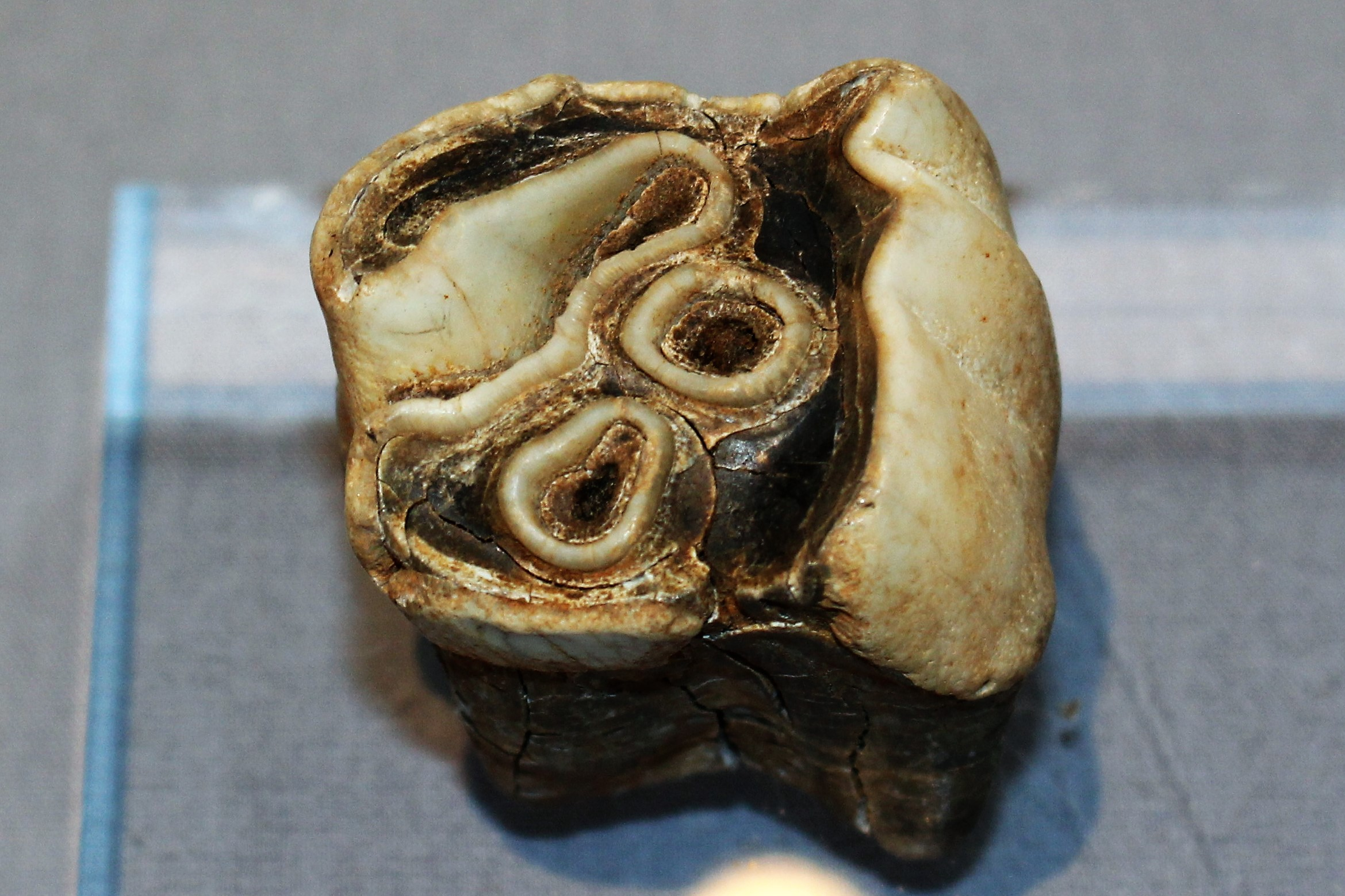
Кутній зуб з порожнинами, в честь яких було названо рід

Геолог Генріх Георг Бронн у 1831 році переніс цей вид до Coelodonta через його відмінності у формуванні зубів від представників роду носорогів. Назва роду Coelodonta означає «дірчавий зуб», від грецьких слів κοιλος — «порожній» та ὀδούς — «зуб».
Інші назви — носоріг сибірський (Полонська-Василенко та ін.), або печерний (в комбінації з Rhinoceros tichorhin[u]s (Черський, 1874; Шарлемань, 1927) = Tichorhinus antiquitatus), або шерстистий (родова назва «носоріг» — іншого роду (Rhinoceros), до якого відносили цей вид; «шерстистий» невиправдана калька з англійської й російської назв).

## Еволюція
Волохатий носоріг був членом роду Coelodonta. Найближчим вимерлим родичем шерстистого носорога є Elasmotherium. Ці дві лінії розділилися в першій половині міоцену. Мумія носорога Stephanorhinus віком 1,77 мільйона років також може бути сестринською групою Coelodonta.
Науковці припускають що, волохатий носоріг походить від євразійського Coelodonta tologoijensis або тибетського Coelodonta thibetana. У 2011 році на Тибетському плато було виявлено скам'янілість волохатого носорога віком 3,6 мільйона років, найстарішу з відомих.
Дослідження зразків ДНК віком від 40 000 до 70 000 років показало, що його найближчим живим родичем є суматранський носоріг.

## Зовнішній вигляд

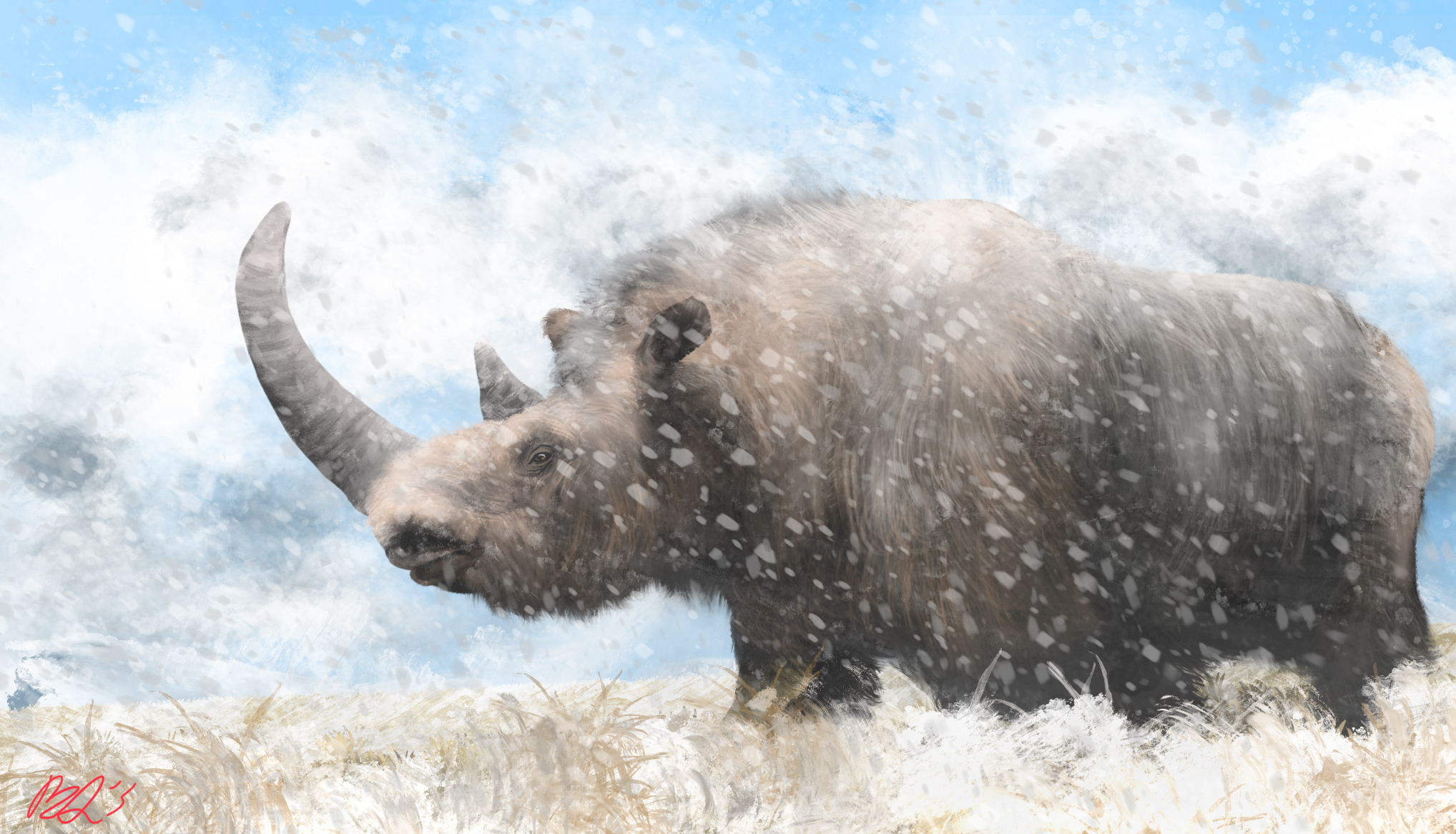
Сучасна художня реконструкція Coelodonta antiquitatis

Зовнішній вигляд волохатих носорогів нам відомий з муміфікованих решток, знайдених в Сибіру, а також з наскельних малюнків первісних людей. Дорослий шерстистий носоріг досягав 3,2—3,6 метра завдовжки, 1,45—1,6 метра заввишки в плечах і важив до 1,5—2 тонни (за деякими джерелами, 2,4—2,9 тонни) — порівнянний за масою з сучасними видами носорогів, такими як носоріг білий (Ceratotherium simum). Як самці, так і самки мали два кератинові роги — один довгий, що тягнувся вперед, і менший, між очима. Передній ріг сягав 1—1,35 метра завдовжки у 25—35 річних особин, тоді як другий ріг мав до 47,5 сантиметрів завдовжки. На відміну від сучасних носорогів, великий носовий ріг Coelodonta antiquitatis часто був сплющений у поперечному перерізі, а сліди стирання на ньому вказують на його можливе використання для підіймання снігу, щоб дістатись до рослин, які тварина вживала у їжу взимку. У порівнянні з іншими носорогами, шерстистий носоріг мав довшу голову і тіло та коротші ноги. Він мав жировий горб на плечах, який допомогав підтримувати масивний ріг тварини та переносити суворі зими тундростепу.
Муміфіковані зразки вказують на те, що хутро носорога було рудувато-коричневим, з густим підшерстям під шаром довгого, грубого остьового волосся, найгустішого на загривку та шиї. Коротша шерсть вкривала кінцівки, перешкоджаючи налипанню снігу. Хвіст мав довжину від 45 до 50 сантиметрів з щіткою грубої шерсті на кінчику. Самки мали два соски на вимені.

Шерстистий носоріг мав кілька особливостей, які зменшували площу поверхні тіла і мінімізували тепловтрати. Його вуха не перевищували 24 см, тоді як у носорогів спекотного клімату вони досягають близько 30 см. Їхні хвости також були порівняно коротшими. Шкіра волохатого носорога була товстою, від 5 до 15 мм, найтовстіша на грудях і плечах.

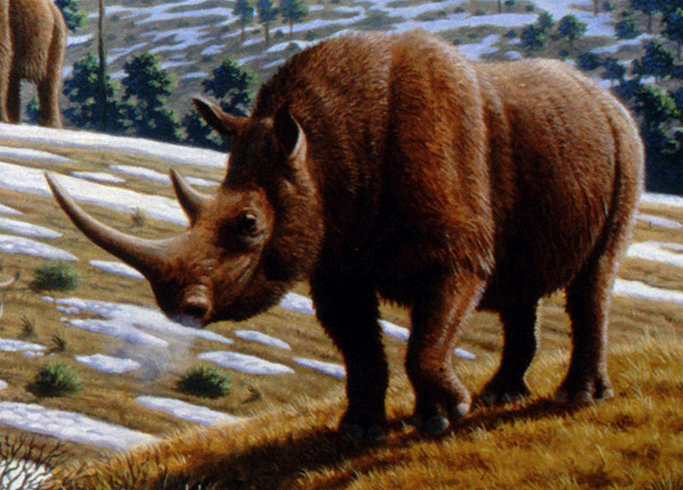
Художня реконструкція, 2008 р.
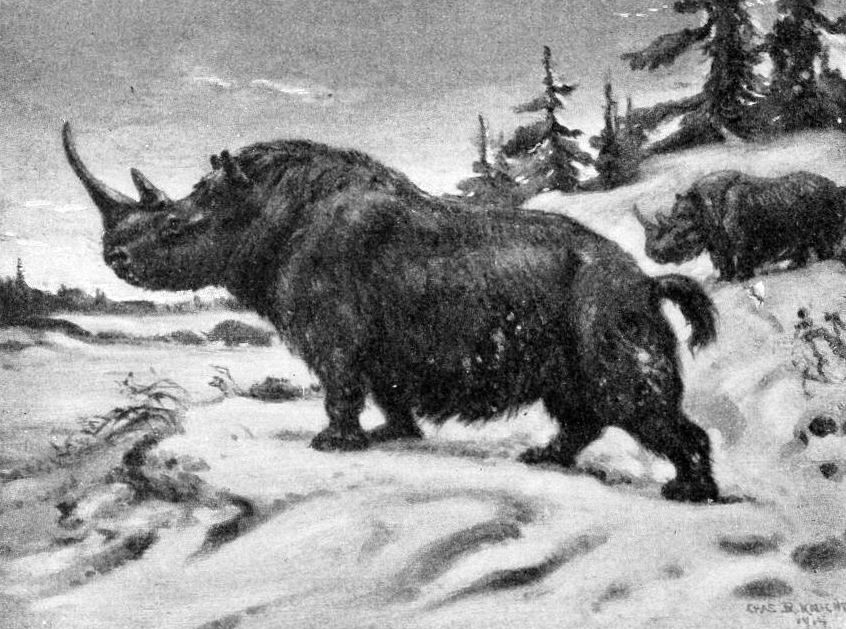
Реконструкція зовнішнього вигляду целодонта (C. R. Knight), 1916 р.
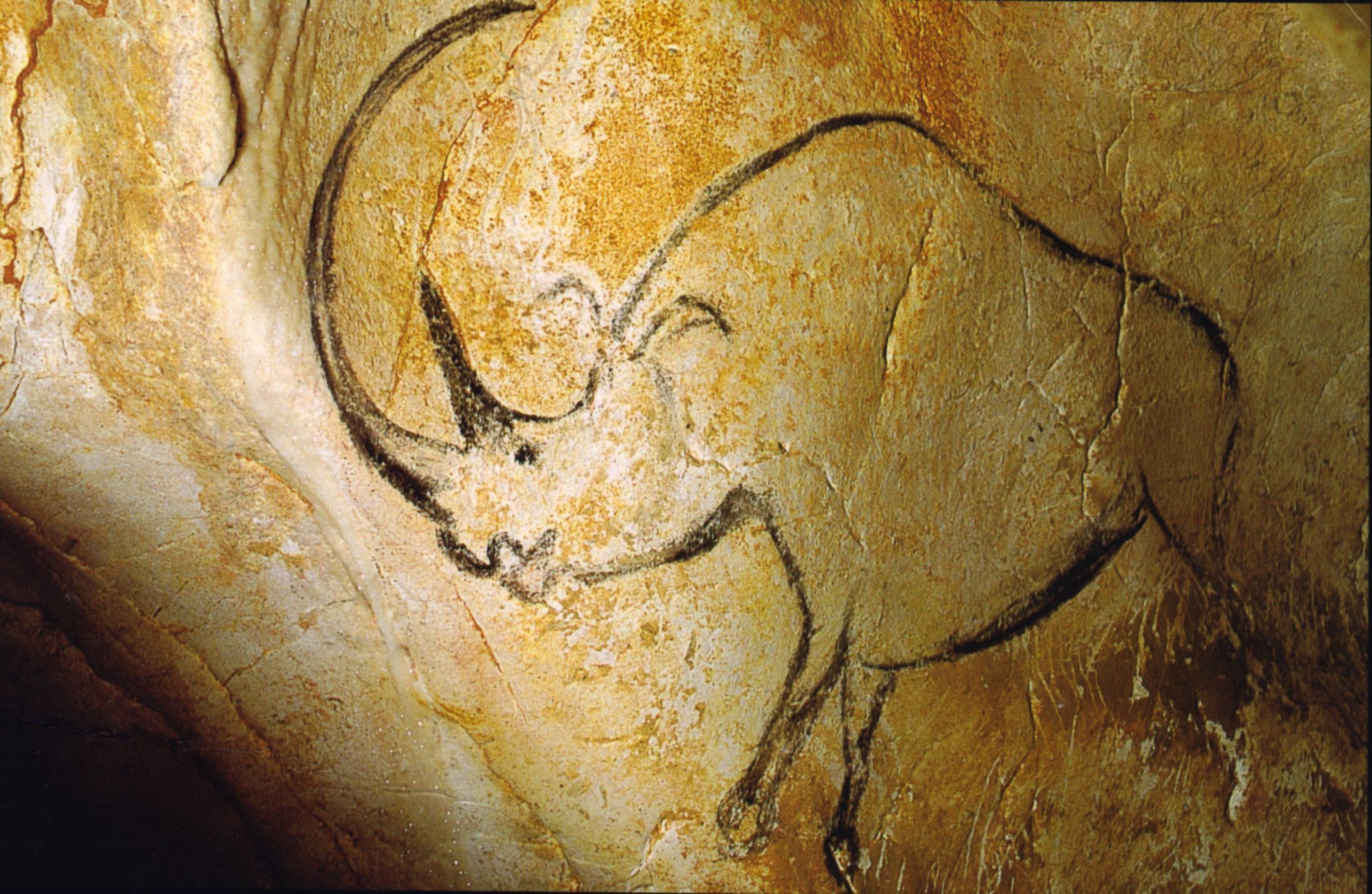
Зображення целодонта в печері Шове (Chauvet)
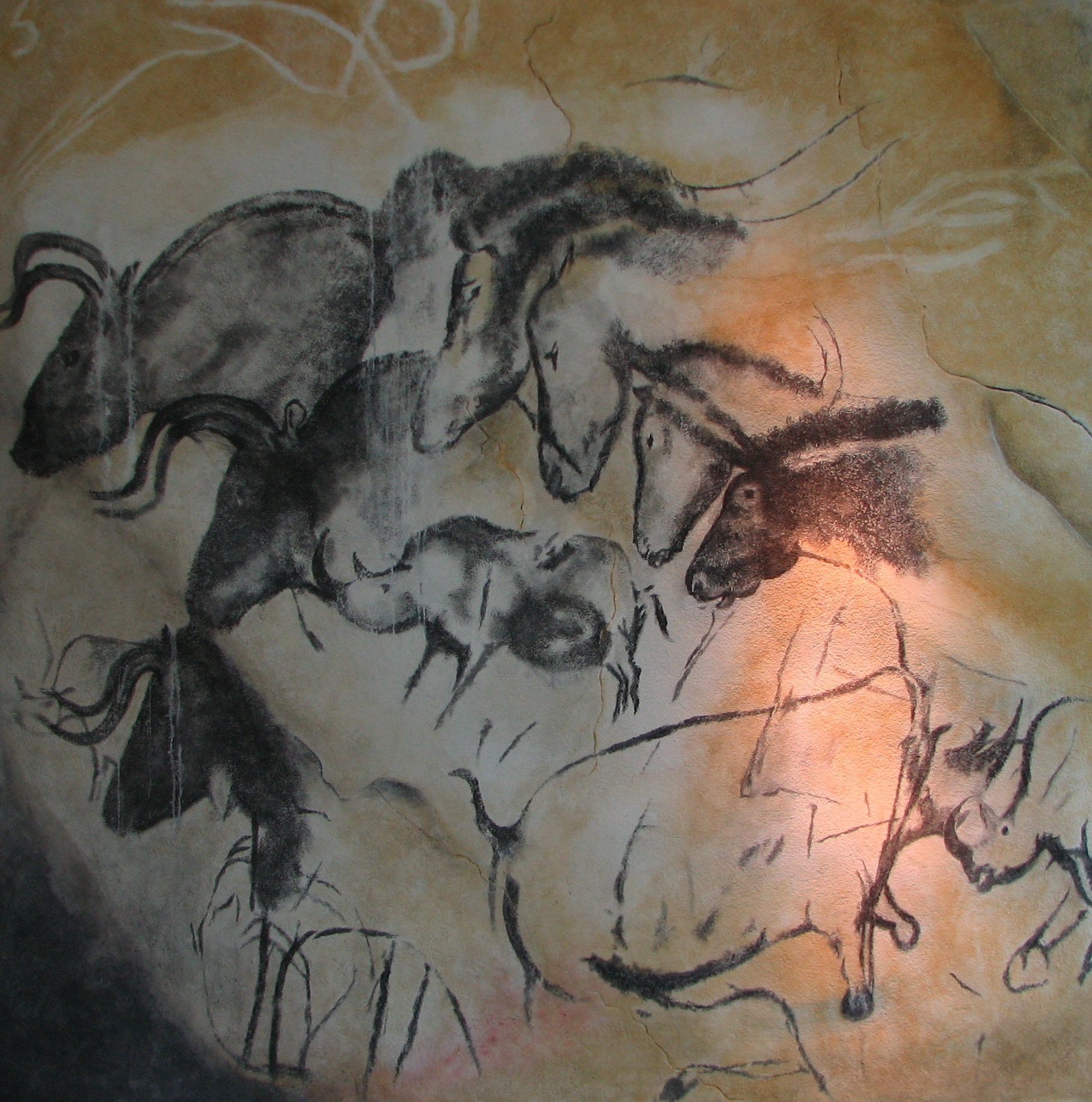
Наскельні малюнки целодонта, коней і тура у печері Шові
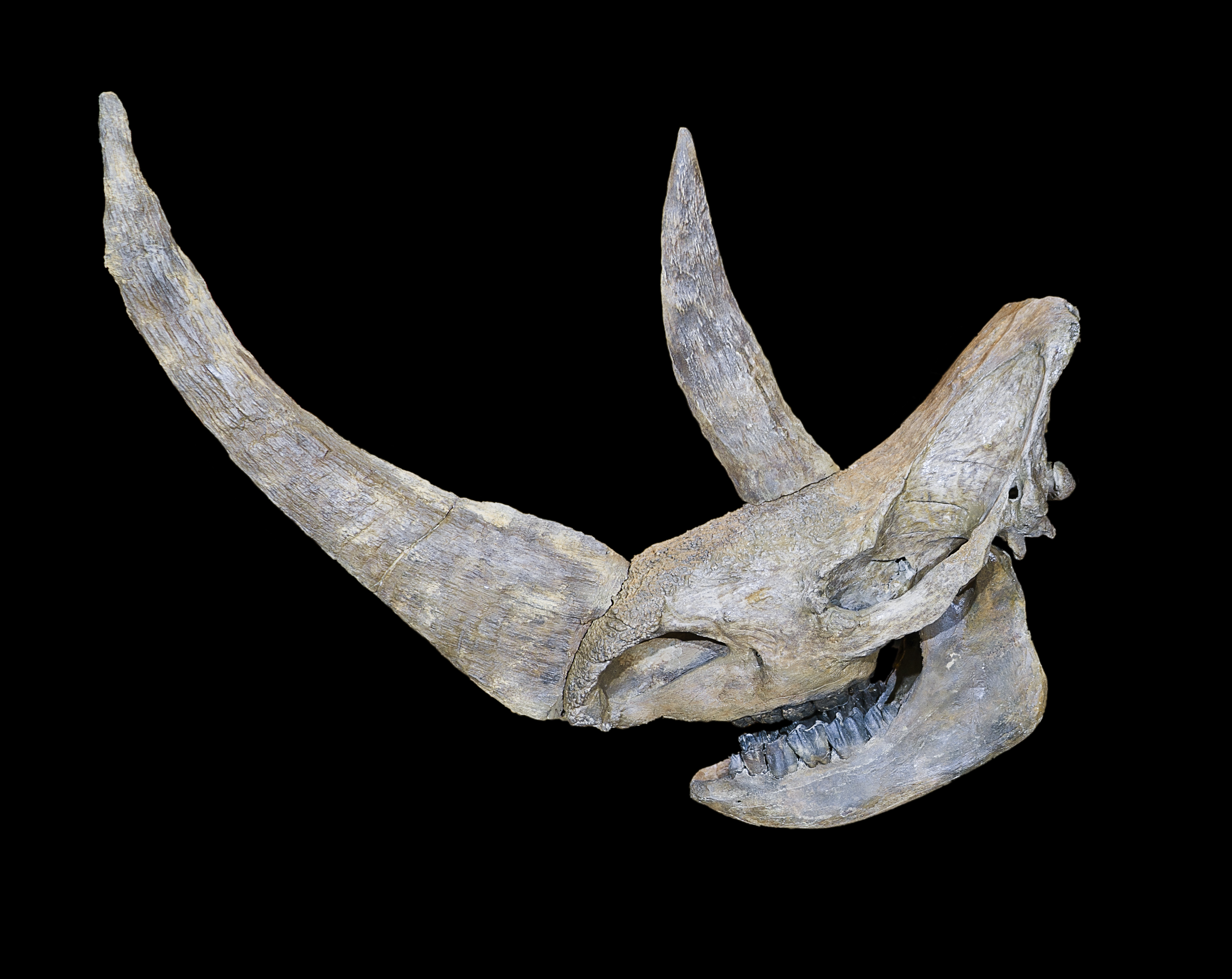
Череп целодонта з рогами

Як останній представник носорогів плейстоцену, волохатий носоріг був надзвичайно добре пристосованим до свого довкілля. Кремезні кінцівки й товсте пухнасте хутро добре підходили для кліматичних умов тундростепу, що був широко поширеним на всій території Палеарктики під час льодовикового періоду. Географічне поширення виду значно розширювалось, коли льодовики відступали. Як і переважна більшість носорогів, будова тіла шерстистого носорога відповідала консервативній морфології носорогів кінця еоцену. Близький його родич еласмотерій (Elasmotherium) був поширений значно південніше.

## Харчування

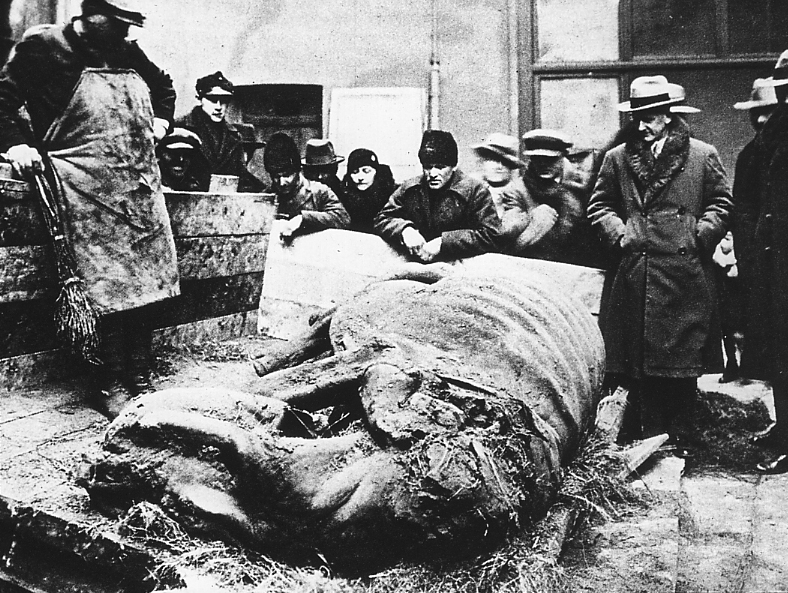
Туша зі шкірою, яку було знайдено в асфальтових покладах на нафтовому родовищі у Старуні, Україна, 1929 рік.

Палеодієта волохатого носорога була реконструйована, використовуючи декілька варіантів поведінки в навколишньому середовищі. Кліматичні реконструкції вказують на існування холодних і посушливих тундростепів, населених великим травоїдним, що були важливою ланкою циклів зворотного зв'язку оточуючої природи. Аналіз пилку вказує на поширеність трав і різноманітних видів осоки, що утворювали складну мозаїку рослинного покриву.
Біомеханічні дослідження черепа, щелеп та зубів, що добре збереглися в знахідці в Уайтмур Хей (англ. Whitemoor Haye), Стаффордшир у Великій Британії, дали нові дані про мускулатуру і стоматологічні характеристики на підтвердження гіпотези, що носороги вільно випасалися на відкритих трав'яних масивах. Зокрема, розширення скроневих та шийних м'язів узгоджується з потребою протистояти великому навантаженню при змиканні щелеп, коли тварина виривала великі шматки трави з землі та ковтала. Наявність великої діастеми також підтримує цю теорію харчування.
Coelodonta мали допоміжну ферментативну систему травлення в єдинім шлунку, і могли пастись на багатих на целюлозу, проте бідних білками пасовищах. Цей метод травлення потребував великого обсягу їжі.

## Вимирання

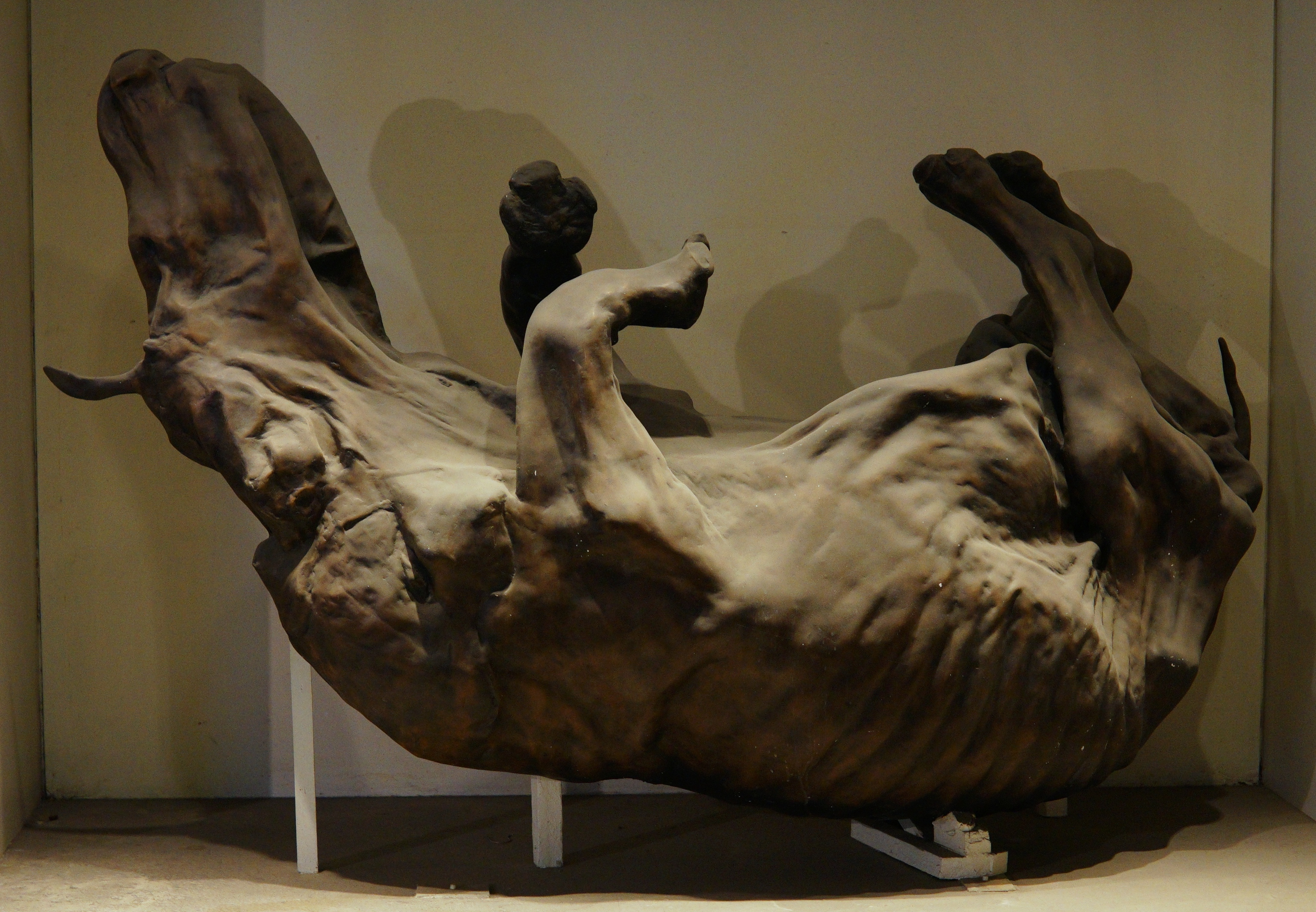
Зліпок муміфікованого зразка зі Старуні, Лондонський музей природознавства

Багато видів мегафауни плейстоцену, як і волохатий носоріг, вимерло приблизно в один і той же період. Полювання сучасних людей і неандертальців часто наводиться як одна з причин. Інші теорії причиною вимирання зазначають кліматичні зміни, пов'язані з закінченням льодовикового періоду і викликаний цим стрімкий розквіт інфекційних хвороб, до яких великі ссавці не мали імунітету.
Зовнішній вигляд волохатого носорога довгий час був відомий тільки з доісторичних наскельних малюнків у печерах, поки не було знайдено повністю збережений зразок (не вистачало лише частини хутра і копита) в смоляній ямі в шарах глинистих пісковиків поблизу Старуні в Україні (тепер село Івано-Франківської області). Це була доросла самиця. Експонується в Музеї природної історії Польської Академії Наук в Кракові. Усього біля Старуні було знайдено рештки двох особин волохатих носорогів.
Шерстистий носоріг співіснував з мамонтом та рядом інших видів вимерлих великих ссавців. Він населяв більшу частину Північної Європи (включно з територіями затопленими тепер водами Північного моря), що була на той час холодною та посушливою пустелею.
Останні дослідження методом радіовуглецевого датування показують, що він ще донедавна (10 000 років тому) населяв Західний Сибір. Однак точність цієї дати залишається дискусійною. Вимирання волохатого носорога не збігається точно з кінцем останнього льодовикового періоду.